# Platte muskusschildpad
De platte muskusschildpad (Sternotherus depressus) is een schildpad uit de familie modder- en muskusschildpadden (Kinosternidae). Lange tijd was het een ondersoort van de kleine muskusschildpad (Sternotherus minor), maar dit is weer teruggedraaid. De soort werd voor het eerst wetenschappelijk beschreven door Donald Ward Tinkle en Robert Gravem Webb in 1955. Later werd de wetenschappelijke naam Kinosternon depressum gebruikt. 

## Uiterlijke kenmerken
Het is met een schildlengte van ongeveer 11 centimeter een kleinere soort, die eenvoudig te herkennen is aan het brede, maar sterk afgeplatte schild. Hiermee doet de soort denken aan de spleetschildpad (Malacochersus tornieri), die echter nog platter is en een ster-vormig streeppatroon op de hoornplaten heeft. De platte muskusschildpad heeft, met name als juveniel, een olijfbruin schild met kleine zwarte, streep-achtige vlekjes, oudere dieren verliezen de schildtekening. Mannetjes blijven kleiner en hebben een langere en dikkere staart die voorzien is van een paar stekelige sporen. Het buikschild is geel en de huid is groen tot bruin van kleur en heeft een dichter patroon van kleine, donkere vlekjes die ook bij oudere dieren te zien blijft. De ogen zijn goed te onderscheiden door de gele ring rond de pupil en de kop eindigt in een spitse snuit. Bij oudere dieren wordt de kop wat groter, waarschijnlijk hangt dat samen met het menu.

## Levenswijze
Het voedsel bestaat uit kleine waterdieren als kreeftjes, schelpdieren, slakken en insecten. Oudere dieren schakelen waarschijnlijk vrijwel volledig over op mosselen, een grotere kop is handig om de schelpen te kraken. Uit onderzoek blijkt dat mannetjes na 4 tot 6 jaar en bij een lengte van ongeveer 6 cm. Vrouwtjes zijn na 6 tot 8 jaar volwassen bij een lengte van ongeveer 7 cm. Er worden twee keer per jaar eitjes afgezet, maar ieder legsel bevat niet meer dan 1 tot 3 eitjes.

## Voorkomen en status
De platte muskusschildpad komt voor in een klein deel van de Amerikaanse staat Alabama, rond de Black Warrior rivier. De habitat bestaat uit rotsige tot zanderige, heldere en permanente wateren. Het is zowel een dag- als een nachtactieve soort die zich in de winter terugtrekt voor de winterslaap. De soort is bedreigd en beschermd, de belangrijkste bedreigingen zijn de vangst voor de handel in exotische dieren, habitatvernietiging en ziekte. De steenkoolwinning zorgt in een deel van het verspreidingsgebied voor ernstige watervervuiling.